# 高山市立上枝小学校
高山市立上枝小学校 （たかやましりつ ほずえしょうがっこう）は、かつて岐阜県高山市に存在した公立小学校。

## 概要
- 旧・大野郡上枝村の小学校であった。1950年、三枝小学校と新宮小学校に分割され、廃校。
- 校舎は第四中学校に転用された。

## 沿革
上枝小学校は、1900年開校した上枝高等小学校と上枝村の2つの尋常小学校（中切尋常小学校・山田尋常小学校）を統合した、上枝尋常高等小学校が起源と言える。ここではそれ以前についても記述する。
- 1874年（明治7年）
  - 3月 - 中切村に三枝学校が開校。校区は上切村、中切村、下切村。
  - 7月 - 山田村に山田学校が開校。校区は八日町村、山田村、下之切村、前原村、赤保木村、下林村。
- 1875年（明治8年） - 
  - 牧ヶ洞村、三日町村、藤瀬村、福寄村、三ツ谷村、坂村、下本村、有巣村、二俣村、中野村、楢谷村、大原村、上小鳥村、夏厩村、二本木村、池本村、江黒村、大谷村、森茂村、前原村、赤保木村、上切村、中切村、下切村、下林村、山田村、下之切村、新宮村、八日町村が合併し、清見村が発足。
  - 山田学校が池田学校に改称する。
- 1880年（明治13年） - 池田学校が広徳学校に改称する。
- 1881年（明治14年） - 上切村が三枝学校から離脱し、成文学校を開校する。
- 1883年（明治16年） - 三枝学校が成文学校を統合する。
- 1886年（明治19年） - 三枝学校が中切簡易科小学校、広徳学校が山田簡易科小学校に、それぞれ改称する。
- 1888年（明治21年） - 中切簡易科小学校が中切尋常小学校、山田簡易科小学校が山田尋常小学校に、それぞれ改称する。
- 1889年（明治22年）7月1日 - 清見村の一部[注釈 1]が分立し、上枝村が発足。
- 1900年（明治33年） - 上枝高等小学校が開校する。
- 1908年（明治41年） - 中切尋常小学校、山田尋常小学校、上枝高等小学校を統合し、上枝尋常高等小学校となる。本校は旧・上枝高等小学校に設置し、高等科と尋常科の高学年を収容。旧・中切尋常小学校を中切分教場、旧・山田尋常小学校を山田分教場とし、尋常科低学年を収容する。
- 1911年（明治43年） - 統合校舎が完成し、中切分教場、山田分教場を廃止。
- 1912年（明治45年） - 分教場の設置が検討され、中切地区（旧・中切分教場）、山田地区（旧・山田分教場）、新宮地区が候補となるが、中切地区と新宮地区に決定する。
- 1913年（大正2年） - 中切分教場、新宮分教場を設置。
- 1941年（昭和16年）4月1日 - 上枝国民学校に改称する。
- 1943年（昭和18年）4月1日 - 上枝村が高山市に編入される。上枝国民学校は高山市の学校となる。
- 1947年（昭和22年）4月1日 - 高山市立上枝小学校に改称する。校舎の一部を高山市立第四中学校の仮校舎として使用する。
- 1950年（昭和25年）4月 - 廃校。分割され、旧・中切分校の校舎を用いて三枝小学校、旧・新宮分校の校舎を用いて新宮小学校が開校する。旧・上枝小学校の校舎は高山市立第四中学校に転用される。